# 刘天章
刘天章（1893年—1931年11月13日），又名刘望，字云汉，陕西省高陵县人，中国共产党早期领导人。

## 生平
1918年，进入北京大学预科班学习，1921年，经李大钊介绍加入中国共产党。1924年6月大学毕业后，他协助李大钊工作，并担任北京反帝大同盟秘书。同年秋，他到河南国民革命军第二军负责组织学生军，成立党团组织。1925年，任中共豫陕区委委员兼军事委员。1927年，任中共陕甘区委候补委员、兼任陕西《国民日报》社社长。1929年，在中共顺直省委做宣传工作，任省委委员，并担任《天津商报》总编辑。
1930年10月，刘天章受中共北方局派遣前往山西，参与领导恢复和重建遭到破坏的山西党组织。他先后担任中共太原特委书记、山西省委书记、山西特委组织部部长等职。同时，他开展工农运动和兵运工作，组织工农武装，先后在吕梁地区建立了两支红军游击队。1931年3月，在孝义县和中阳县交界的楼底村正式成立了中国工农红军晋西游击队。1931年7月，参与组织驻平定县的国民党高桂滋部的武装起义，成立了中国工农红军第24军，并协助地方党组织建立了阜平县苏维埃政府。听到红24军失败的消息后，他化装成商人，日夜兼程，前往陕北，准备召拢部队，重整旗鼓。当他赶到黄河岸边时，得知红24军已失败，于是返回太原。1931年10月21日，因遭人举报被捕，在狱中受到拷打后，11月13日，与阴凯卿、任国桢在太原小东门外被处决，年仅38岁。
中华人民共和国成立后，举行了隆重的安葬仪式，并在双塔寺修建烈士陵墓纪念，即今双塔革命烈士陵园。